# ジョイボール
ジョイボール（ファミリーコンピュータ(FC)版：JOY BALL・MSX版：Joy ball MSX）は、HAL研究所が開発・発売したボール型ジョイスティックのゲームコントローラー。ファミリーコンピュータ・MSXの周辺機器である。

## 概要
FC用の増設コントローラとして、1985年夏に世界初の連射機能モード（15連射）を搭載して発売。本体前面のエキスパンドコネクタに接続する。当時の高橋名人による連射ブームに乗って人気を博した。当時のキャッチコピーは「ジョイスティックを超えた新兵器」「点とり虫の、どこが悪い。」。同年中にMSX対応版も発売された。
翌年以降、競合他社から、16・24・32連射などより高度な連射機能をもったハドソンのジョイカードMk-II・ホリ電機のホリコマンダーなどのコントローラ・ジョイスティックが発売された。

## 操作性
商品の箱には操作性抜群と表記されているが、独特の操作性はゲームのジャンルによって向き不向きが見られる。シューティングゲームには、初心者でも扱い易く長時間の使用でも疲れにくい一方で、それ以外の格闘ゲーム・アドベンチャーゲーム・RPGのような十字キー（方向キー）を多様に細かく操作したり、メニュー選択に用いたりするゲームなどには不向きである。そのため、ファミコン初期のシューティングゲームブームが去ると同時に第一線から退いた。

## コントローラ

### 形状
FC対応版
方向キーにあたるレバー部分が球状になっているのが最大の特徴。大きさはソフトボール位とかなりのものであり、プレイヤーはこの球体部を掌で握るように操作するため指が痛くならないという特徴がある。そのため、「棒状のレバーを握る」ことを前提とした一般的なジョイスティックとは大きく異なる使用感となる。また、ボール頂部のくぼみに親指をかける持ち方もあった。土台は黒色、ボールは黄色と黒色、ボタンは橙色、文字色は黄色の配色になっている。
MSX対応版
形状は一緒であるが配色が違う。FC版の黄色・橙色の部分が灰色に近い青色である。

### 機能
FC対応版
- 方向キー8入力
- 連射モード切り替えスイッチ（▶：通常モード・▶▶：15連射モード）
- START・SELECT・A・Bボタン

MSX対応版
主な機能は一緒だが、START・SELECTボタンではなく、連射モードのA・Bボタン
- 方向キー8入力
- 連射モード切り替えスイッチ（SLOW：通常モード・FAST：15連射モード）
- A・▶▶A（連射モードA）・B・▶▶B（連射モードB）ボタン

## 対象ゲーム
ほとんどのゲームに使用可能であるが、一部のゲームでは使用できない。
- 『ハイパーオリンピック』

コナミ公式では専用コントローラ「ハイパーショット」以外使用不可とされているが、HAL研究所自らジョイボールの広告で「ハイパーオリンピックに使用可能」と明言した。「連射モード切り替えスイッチ」を通常モードと連射モードの中間の位置に設定することによって連射機能が使用可能となる。

## 周辺機器
- ジョイペア（HAL研究所） - マルチタップ

拡張コネクタが一つしかないファミコンでジョイボールを2人同時に使用するための別売り周辺機器。端子2個、ソフトにより4人同時プレイ対応。
ジョイペアがマルチタップとしては最古の部類に入る。『ダウンタウン熱血行進曲』の場合、この「ジョイペア」のプレイヤー1・プレイヤー2に接続したコントローラがそれぞれプレイヤー3・プレイヤー4に割り当てられる構造だった。